# Paul Lambert
Paul Lambert, född 7 augusti 1969 i Glasgow, är en skotsk fotbollstränare och före detta spelare.
Lambert har vunnit flera utmärkelser som spelare, däribland Scottish Cup med St. Mirren som 17-åring, UEFA Champions League med Borussia Dortmund, samtliga skotska inhemska utmärkelser med Celtic och spelade 40 landskamper för Skottland.
Han uppnådde framgång i sin roll som tränare i Englands lägre divisioner och guidade Norwich City till Premier League med på varandra följande avancemang till högstaligan säsongerna 2009-10 och 2010-11.

## Klubbkarriär

### St. Mirren
Lambert föddes i Glasgow, men flyttade i ung ålder till Linwood. Han spelade för Linwood Rangers Boys 'Club innan han inledde den professionella fotbollen med St. Mirren 1985. Med St. Mirren vann den 17-årige Lambert sin första seniortitel efter att ha vunnit Scottish Cup 1987. Saints slog favoriterna och den säsongens UEFA-cupfinalister Dundee United i vad som visade sig vara sista gången Scottish Cup vanns av ett lag helt bestående av skotska spelare. Lambert spelade för St. Mirren i åtta år.

### Motherwell
I september 1993 blev Lambert värvad av Tommy McLean till Motherwell för en övergångssumma på 250 000 pund. Klubben placerade sig på en tredjeplats i Scottish Premier League säsongen 1993–94.
Med Alex McLeish som ersättare för McLean för säsongen 1994-95 förbättrade Lambert och Motherwell sin tabellplacering genom att sluta på en andraplats, klubbens bästa placering sedan säsongen 1933-1934. Klubben hade även kvalificerat sig för en plats i UEFA-cupen 1994-95. Efter att ha slagit ut färöiska Havnar Bóltfelag lottades Motherwell mot Borussia Dortmund. I första matchen förlorade Motherwell med 1–0 genom mål av Andreas Möller i den 58:e minuten. I det andra mötet var Motherwell länge med i matchen, fram till att Karl-Heinz Riedle gjorde två mål på tio minuter i andra halvlek.

### Borussia Dortmund
År 1996 blev Lambert värvad av den tränare och klubb han hade spelat mot för Motherwell i UEFA-cupen, Ottmar Hitzfelds Borussia Dortmund. Hitzfeld bytte genast Lamberts spelarposition för att spela honom som defensiv mittfältare.
I UEFA Champions Leaguefinalen 1997 mot Juventus spelade han på mittfältet för att dämpa påverkan av Juventus franska playmaker Zinedine Zidane. Lamberts inlägg ledde fram till Karl-Heinz Riedles öppningsmål i en match Dortmund vann med 3-1. Lamberts prestation ledde till att han föreslagits som matchens spelare.
Han blev den första skotska spelaren att vinna Europacupen med ett icke-brittiskt lag, och den första brittiska spelaren att vinna den sedan dess reformation till att bli Champions League. Lambert hade gjort mål på vägen fram till finalen, ett mål i gruppspelet i en match som slutade 2-2 mot Widzew Łódź. Lamberts prestation i semifinalsutslagningen av Manchester United prisades sedan i Roy Keanes självbiografi. Lambert gjorde bara ett ligamål för Dortmund, mot Bayer Leverkusen.

### Celtic
I november 1997, efter drygt ett år i Bundesliga, värvades han av Wim Jansen till Celtic för en övergångssumma på drygt två miljoner pund. Lambert debuterade den 8 november 1997 som inhoppare i en ligamatch på Ibrox mot Rangers. Tre veckor senare, den 30 november 1997, tog Lambert sin första titel som Celtic-spelare när han kom in som sen ersättare i Celtics 3-0-seger över Dundee United i Scottish League Cup-finalen 1997. Därefter förekom Lambert regelbundet i startelvan och gjorde mål från 25 meter i en 2-0-seger över Rangers på Parkhead. Lambert fortsatte med att hjälpa den skotska klubben att vinna mästerskapet, deras första mästerskapstitel på tio år och stoppade Rangers svit på nio titlar i rad.
Under sina sju säsonger med Celtic vann han fyra Scottish Premier League-titlar, två Scottish Cup, två Scottish League Cup och blev utsedd till Scottish Football Writers Player of the Year 2002. Lambert var lagkapten över det lag som nådde UEFA-cupfinalen 2003 i Sevilla. Lamberts lag spelade oavgjort, 2-2, efter 90 minuter, men efter att ha fått en man utvisad i förlängningen släppte man in det tredje och avgörande målet mot José Mourinhos FC Porto.

## Landslagskarriär
Lambert representerade Skottland i varje åldersgrupp. Kanske den mest kända av matcher var mot landet som sedan skulle spela en viktig roll i hans karriär; Tyskland. Skottland kryssade med 1-1 i Bochum i U21-EM-kvartsfinalen 1992. I returmötet på Pittodrie ledde Tyskland med två mål efter 40 minuter innan Duncan Ferguson passade fram till en reducering av Ray McKinnon före halvtid. Tyskland gjorde ett tredje mål efter drygt en timmes speltid och såg därmed ut att ha säkrat vidare avancemang i turneringen. Efter 68 minuter nickade dock Gerry Creaney in en boll bakom Stefan Klos innan Lambert själv kvitterade tio minuter senare. Med två minuter kvar avgjorde sedan Alex Rae matchen med sitt 4-3-mål.
Lambert gjorde 40 landskamper för Skottland, ett mål och i den senare delen av sin landslagskarriär var han lagkapten 15 gånger. Hans landslagsdebut kom i Kirin Cup 1995 mot värdlandet Japan. Lambert spelade även i en andra match tre dagar senare, mot Ecuador.
Det var under tiden i Dortmund och i VM-kvalet 1998 som Lambert började spela mer regelbundet i landslaget. Efter att ha missat matchen mot Österrike, blev Lambert inbytt i 46:e minuten i en 2-0-seger mot Lettland. I oktober 1996 blev han återigen inbytt i 46:e minuten i nästa kval, en 1-0-vinst hemma mot Sverige. Till sin nästa  match blev han flyttad till startelvan i vad som blev en 2-0-hemmaseger mot Österrike. Lamberts enda förlust i turneringen kom i ett 2-1-nederlag i Göteborg mot Sverige före två segrar mot Vitryssland och en andra vinst mot Lettland säkrade fortsatt spel i VM.
Han spelade i fotbolls-VM 1998:s öppningsmatch, en imponerande prestation som skottarna dock förlorade med 2-1 mot Brasilien på Stade de France, och även i en 1-1-match mot Norge i Bordeaux.
Lambert var en del av det skotska lag som vann borta mot Tyskland i april 1999 efter mål av Don Hutchison. Lambert och Skottland kvalificerade sig för en playoff-plats i EM-kvalet 2000, men missade slutspel mot England på grund av en skada han ådrog sig i Old Firm-mötet helgen före. Skottlands förbundskapten Craig Brown pekade på Lamberts frånvaro som avgörande för Englands avancemang på Skottlands bekostnad, eftersom han avsåg att använda Lambert som "motvapen" mot Paul Scholes som gjorde Englands båda mål. Brown sade även "SPL fortsatte med en Old Firm-match en vecka innan. Jag var rasande eftersom de inte styr över play-offet, och speciellt inte för en mot England. Som förutsägbart får vi en allvarlig skada och min defensiva mittfältare, som gjorde sådan skillnad i Champions League-finalen för Borussia Dortmund, kan inte spela. Barry Ferguson spelade briljant, men han var inte en defensiv mittfältare. Scholes gjorde två mål och det var killen Paul Lambert skulle hålla reda på..."
Lamberts sista landskamp kom lite ironiskt i en bortamatch mot Tyskland som spelades i Dortmund (en 2-1-förlust). Lambert hade utsetts till matchens lirare i hemmamötet tre månader tidigare på Hampden Park som slutade 1-1.
Den 15 november 2009 blev han invald i Scottish Football Hall of Fame.

## Tränarkarriär

### Livingstone
Efter att ha gjort olika tränarutbildningar 2005 landade Lambert sitt första tränarjobb med Livingston den 1 juni 2005. Trots att han inte hade för avsikt att spela för sin nya klubb registrerades Lambert som spelare i slutet av augusti 2005 för att täcka för eventuella skador. Hans tid som tränare i laget fick sitt slut följande februari då han avgick efter att bara ha vunnit två ligamatcher sedan han tillträdde.

### Wycombe Wanderers
Lambert utsågs till tränare för det engelska laget Wycombe Wanderers den 30 juni 2006. Han ledde Wycombe till semifinal i Ligacupen efter att ha besegrat Premier League-lagen Fulham och Charlton Athletic. I semifinalen mot Premier League-mästaren Chelsea fick Wycombe till ett oavgjort 1-1-resultat på Adams Park innan de förlorade bortamötet. Detta var första gången på över 30 år ett lag från fjärdeligan hade gått så långt i Ligacupen.[källa behövs] Lambert avgick som tränare för Wycombe den 20 maj 2008 efter klubbens eliminering från League Two-slutspelet mot Stockport County.

### Colchester United
Den 9 oktober 2008 utsågs Lambert till tränare för League One-laget Colchester United. Trots att ibland ha hotat om slutspel, hamnade Colchester så småningom i mitten av tabellen i Lamberts första säsong.
Den 18 augusti 2009 inledde Lambert säsongen 2009-10 med att vinna med 7-1 över Norwich City innan han lämnar Essexklubben mindre än ett år efter övertagandet.

### Norwich City
Lambert blev den nya tränaren i Norwich City efter att ha ersatt Bryan Gunn som fick sparken kort efter 7-1-förlusten mot Colchester. Han ledde Norwich till en League 1-titel och befordran till Championship i april 2010.
Den 1 juni 2010 undertecknade han ett förbättrat avtal med Norwich efter det bekräftades att Colchester United hade rätt till 425 000 pund i ersättning, utöver att Norwich bötfälldes med 75 000 pund, med en ytterligare 125 000 pund över två år.
Norwich form från deras säsong 2009-10 fortsatte in i efterföljande säsong och Norwich säkrade ett andra avancemang i seriesystemet på två år, vilket var första gången det hände sedan Manchester City gjorde detsamma 11 år tidigare. Under Lamberts två första säsonger förlorade aldrig Norwich två ligamatcher efter varandra.
I januari 2011 vägrade Norwich låta Burnley att försöka säkra Lambert som sin nya tränare, efter deras avskedande av Brian Laws. Norwich kom med ett uttalande, delvis att "Klubben kommer att kämpa med näbbar och klor för att behålla Paul Lambert och hans team under denna kritiska period av säsongen och medan detta förblir de anställda enligt ett långsiktigt avtal". Den 2 maj, efter en seger över Portsmouth, säkrade Lambert och Norwich säkrade befordran till Premier League med en match kvar att spela. Lambert tecknade ett nytt kontrakt som höll honom kvar i klubben under sommaren. Han blev invald i Norwich City Hall of Fame den 20 mars 2012, tillsammans med spelarna Wes Hoolahan, Grant Holt och Adam Drury.[källa behövs] Efter Norwich överlevnad i Premier League 2011/2012 erbjöd Lambert sin avgång den 31 maj 2012, något som klubben avböjde.

### Aston Villa

#### Säsongen 2012/2013
Den 2 juni 2012 bekräftades Lambert som ny tränare för Aston Villa och ersättare för Alex McLeish som fått sparken två veckor tidigare. Lamberts första tävlingsmatch som Aston Villa-tränare kom på öppningsdagen av Premier League den 18 augusti 2012, en 1-0-förlust mot de nyligen uppflyttade West Ham United på Upton Park. Hans första vinst i Premier League kom den 15 september 2012 efter 2-0 mot Swansea City på Villa Park. Han blev avstängd en match den 21 november 2012 efter att ha haft synpunkter om en straffsituation i Villas nederlag mot Manchester City. På sin första återkomst till Carrow Road fick Lambert ett blandat mottagande från Norwich City-fansen den 11 december 2012 i kvartsfinalen av ligacupen som hans Villa vann med 4-1.
Den 23 december 2012 förlorade Villa med 8-0 mot Chelsea på Stamford Bridge, klubbens största förlust någonsin i toppfotboll. Detta följdes av på varandra följande hemmaförluster ;4-0 till Tottenham Hotspur och 3-0 till Wigan Athletic, vilket ledde till ökat tryck på Lamberts ställning. Den 22 januari 2013 spelade Villa mot Bradford City i den andra delen av semifinalen i ligacupen på Villa Park, efter att ha förlorat den första matchen med 3-1 på Valley Parade. Villa vann matchen med 2-1, men detta räckte dock inte utan matchserien slutade med sammanlagt 4-3 till Bradford.
Lambert behöll sitt jobb trots den mindre lyckade perioden när laget balanserade på nedflyttningsstrecket under de närmaste månaderna. Lambert lyckades dock få Villa att spela back-to-back-segrar för första gången sedan maj 2011, då de besegrade nedflyttningsrivalerna Reading och Queens Park Rangers. Han ledde sedan laget till klubbens största seger sedan 2008 när Villa slog Sunderland med 6-1. Villa slutade på en 15:e-plats med den yngsta startelvan i Premier League, vilket ledde till beröm från experter såsom Alan Hansen som sade att Lambert förtjänade att bli utsedd till "årets tränare".
Höjdpunkter under säsongen var bland annat Lamberts sommarförvärv av Christian Benteke, införandet av årets spelare i laget, målvakten Brad Guzan, en semifinalplats i Ligacupen och säkrandet av en plats i Premier League för säsongen 2013/14. Lamberts första säsong som tränare ansågs som en framgång av experter och fans.

#### Säsongen 2013/2014
Paul Lamberts Aston Villa inledde säsongen starkt med en 3-1-seger över Arsenal på Emirates Stadium. Detta följdes av en rad lovande prestationer som fyllde fansen med optimism för den kommande säsongen, efter att redan lyfts av Lamberts förmåga att behålla Christian Benteke i klubben trots att ha ryktas med tungt intresse från ledande europeiska klubbar.
Mot slutet av 2013 försämrades prestationerna kraftigt, speciellt på hemmaplan, och Lambert kritiserades av fans och experter för att sätta ut ett kontringslag utan någon "plan B". Bollinnehavet var i många matcher i stor favör till motståndaren, även hemma mot Swansea City där Villa hade mindre än 30% bollinnehavet i en match som slutade 1-1. I januari 2014 skapade Lambert rubriker genom att påstå att "många Premier League-klubbar skulle klara sig utan distraktionen av FA-cupen om de skulle vara ärliga." Aston Villa förlorade därefter med 2-1 hemma mot Sheffield United, ett lag två divisioner under dem, vilket blev det fjärde året i rad som Lambert slagits ur FA-cupen av en motståndare från en lägre division. Lambert försvarade därpå sitt uttalande och hävdade att det "tagits ur sitt sammanhang".